# Lucas di Grassi
Lucas Tucci di Grassi (11. srpna 1984, São Paulo) je brazilský závodní jezdec. V sezóně 2010 byl jezdcem týmu Virgin Racing. V roce 2012 začal jezdit závody WEC. Od roku 2014 do současnosti závodí v seriálu Formula E.

## Kariéra před Formulí 1
Začal závodit na motokárách. V letech 2001–2002 startoval ve Formuli Renault. Pro rok 2003 si vybral jihoamerickou Formuli 3. Za další kariérou se přesunul do Evropy, kde v roce 2004 jezdil britskou F3. V roce 2005 skončil třetí v konečném pořadí Eurosérie F3. Roku 2006 byl pilotem GP2 Series a skončil na 17. místě. Svou zemi reprezentoval v národním šampionátu A1 Grand Prix. V roce 2007 se stal vicemistrem GP2 a další dva roky skončil pokaždé na 3. příčce.

## Formule 1
V roce 2005 dostal možnost testovat vůz týmu Renault F1. V letech 2008–2009 byl testovacím a náhradním pilotem tohoto francouzského týmu.
V roce 2010 závodil ve Formuli 1 za tým Virgin Racing.

## Kompletní výsledky
| Legenda k tabulce | Legenda k tabulce                                                                       |
| Barva             | Výsledek                                                                                |
| ----------------- | --------------------------------------------------------------------------------------- |
| Zlatá             | Vítěz                                                                                   |
| Stříbrná          | 2. místo                                                                                |
| Bronzová          | 3. místo                                                                                |
| Zelená            | Bodované umístění                                                                       |
| Modrá             | Nebodované umístění                                                                     |
| Modrá             | Dokončil neklasifikován (NC)                                                            |
| Fialová           | Odstoupil (Ret)                                                                         |
| Červená           | Nekvalifikoval se (DNQ)                                                                 |
| Červená           | Nepředkvalifikoval se (DNPQ)                                                            |
| Černá             | Diskvalifikován (DSQ)                                                                   |
| Bílá              | Nestartoval (DNS)                                                                       |
| Bílá              | Závod zrušen (C)                                                                        |
| Světle modrá      | Pouze trénoval (PO)                                                                     |
| Světle modrá      | Páteční testovací jezdec (TD)                                                           |
| Bez barvy         | Netrénoval (DNP)                                                                        |
| Bez barvy         | Vyřazen (EX)                                                                            |
| Bez barvy         | Nepřijel (DNA)                                                                          |
| Bez barvy         | Odvolal účast (WD)                                                                      |
| Bez barvy         | Nezúčastnil se (prázdné)                                                                |
| Označení          | Význam                                                                                  |
| Tučnost           | Pole position                                                                           |
| Kurzíva           | Nejrychlejší kolo                                                                       |
| †                 | Jezdec nedojel do cíle, ale byl klasifikován, protože odjel více než 90 % délky závodu. |
| ‡                 | Byl udělován poloviční počet bodů, protože bylo odjeto méně než 75 % délky závodu.      |
| Horní index       | Umístění bodujících jezdců ve sprintu                                                   |

### Formule 1
| Rok  | Tým           | Šasi         | Motor                  | 1       | 2       | 3      | 4       | 5      | 6       | 7      | 8      | 9      | 10      | 11      | 12     | 13     | 14      | 15     | 16      | 17      | 18     | 19     | Body | Umístění  |
| ---- | ------------- | ------------ | ---------------------- | ------- | ------- | ------ | ------- | ------ | ------- | ------ | ------ | ------ | ------- | ------- | ------ | ------ | ------- | ------ | ------- | ------- | ------ | ------ | ---- | --------- |
| 2010 | Virgin Racing | Virgin VR-01 | Cosworth CA2010 2.4 V8 | BHR Ret | AUS Ret | MAL 14 | CHN Ret | ESP 19 | MON Ret | TUR 19 | CAN 19 | EUR 17 | GBR Ret | GER Ret | HUN 18 | BEL 17 | ITA 20† | SIN 15 | JPN DNS | KOR Ret | BRA NC | ABU 18 | 0    | 24. místo |

### Formule E
| Rok     | Tým                       | Šasi          | Pohonná jednotka    | 1      | 2      | 3       | 4       | 5       | 6       | 7     | 8       | 9       | 10      | 11    | 12    | 13      | Body | Umístění |
| ------- | ------------------------- | ------------- | ------------------- | ------ | ------ | ------- | ------- | ------- | ------- | ----- | ------- | ------- | ------- | ----- | ----- | ------- | ---- | -------- |
| 2014–15 | Audi Sport ABT            | Spark SRT01-e | SRT01-e             | BEI 1  | PUT 2  | PDE 3   | BNA Ret | MIA 9   | LBH 3   | MON 2 | BER DSQ | MOS 2   | LON 4   | LON 6 |       |         | 133  | 3. místo |
| 2015–16 | ABT Schaeffler Audi Sport | Spark SRT01-e | ABT Schaeffler FE01 | BEI 2  | PUT 1  | PDE 2   | BNA 3   | MEX DSQ | LBH 1   | PAR 1 | BER 3   | LON 4   | LON Ret |       |       |         | 153  | 2. místo |
| 2016–17 | ABT Schaeffler Audi Sport | Spark SRT01-e | ABT Schaeffler FE02 | HKG 2  | MAR 5  | BUE 3   | MEX 1   | MON 2   | PAR Ret | BER 2 | BER 3   | NYC 4   | NYC 5   | MTL 1 | MTL 7 |         | 181  | 1. místo |
| 2017–18 | ABT Schaeffler Audi Sport | Spark SRT01-e | Audi e-tron FE04    | HKG 17 | HKG 14 | MAR Ret | SAN Ret | MEX 9   | PDE 2   | ROM 2 | PAR 2   | BER 2   | ZUR 1   | NYC 1 | NYC 2 |         | 144  | 2. místo |
| 2018–19 | Audi Sport ABT Schaeffler | Spark SRT05e  | Audi e-tron FE05    | ADR 9  | MAR 7  | SAN 12  | MEX 1   | HKG 2   | SNY 15† | ROM 7 | PAR 4   | MON Ret | BER 1   | BRN 9 | NYC 5 | NYC 18† | 108  | 3. místo |
| 2019–20 | Audi Sport ABT Schaeffler | Spark-Audi    | Audi e-tron FE06    | ADR 13 | ADR 2  | SAN 7   | MEX 6   | MRK 7   | BER 8   | BER 3 | BER 8   | BER 6   | BER 21  | BER 6 |       |         | 77   | 6. místo |

### GP2 Series
| Rok  | Tým                             | 1           | 2           | 3           | 4           | 5          | 6          | 7          | 8          | 9          | 10          | 11         | 12          | 13         | 14          | 15          | 16          | 17          | 18        | 19        | 20          | 21         | Body | Umístění  |
| ---- | ------------------------------- | ----------- | ----------- | ----------- | ----------- | ---------- | ---------- | ---------- | ---------- | ---------- | ----------- | ---------- | ----------- | ---------- | ----------- | ----------- | ----------- | ----------- | --------- | --------- | ----------- | ---------- | ---- | --------- |
| 2006 | Durango                         | VAL FEA 17  | VAL SPR 16  | IMO FEA Ret | IMO SPR Ret | NÜR FEA 18 | NÜR SPR 13 | CAT FEA 12 | CAT SPR 9  | MON FEA 11 | SIL FEA Ret | SIL SPR EX | MAG FEA 7   | MAG SPR 6  | HOC FEA Ret | HOC SPR Ret | HUN FEA 13  | HUN SPR Ret | IST FEA 5 | IST SPR 9 | MNZ FEA 10  | MNZ SPR 14 | 8    | 17. místo |
| 2007 | ART Grand Prix                  | BHR FEA 5   | BHR SPR Ret | CAT FEA 3   | CAT SPR 3   | MON FEA 5  | MAG FEA 2  | MAG SPR 4  | SIL FEA 4  | SIL SPR 4  | NÜR FEA 2   | NÜR SPR 6  | HUN FEA 4   | HUN SPR 4  | IST FEA 1   | IST SPR 11  | MNZ FEA 13  | MNZ SPR 4   | SPA FEA 3 | SPA SPR 3 | VAL FEA Ret | VAL SPR 13 | 77   | 2. místo  |
| 2008 | Barwa International Campos Team | CAT FEA     | CAT SPR     | IST FEA     | IST SPR     | MON FEA    | MON SPR    | MAG FEA 2  | MAG SPR 4  | SIL FEA 2  | SIL SPR 2   | HOC FEA 5  | HOC SPR Ret | HUN FEA 1  | HUN SPR 10  | VAL FEA 4   | VAL SPR 1   | SPA FEA 20  | SPA SPR 5 | MNZ FEA 1 | MNZ SPR 11  |            | 63   | 3. místo  |
| 2009 | Racing Engineering              | CAT FEA Ret | CAT SPR 10  | MON FEA 4   | MON SPR 4   | IST FEA 8  | IST SPR 1  | SIL FEA 2  | SIL SPR 19 | NÜR FEA 7  | NÜR SPR Ret | HUN FEA 2  | HUN SPR 3   | VAL FEA 19 | VAL SPR Ret | SPA FEA 3   | SPA SPR Ret | MNZ FEA 3   | MNZ SPR 2 | ALG FEA 3 | ALG SPR 15  |            | 63   | 3. místo  |